# 愛知県道451号名古屋外環状線
愛知県道451号名古屋外環状線（あいちけんどう451ごう なごやそとかんじょうせん）は、愛知県春日井市から愛知県清須市に至る一般県道である。

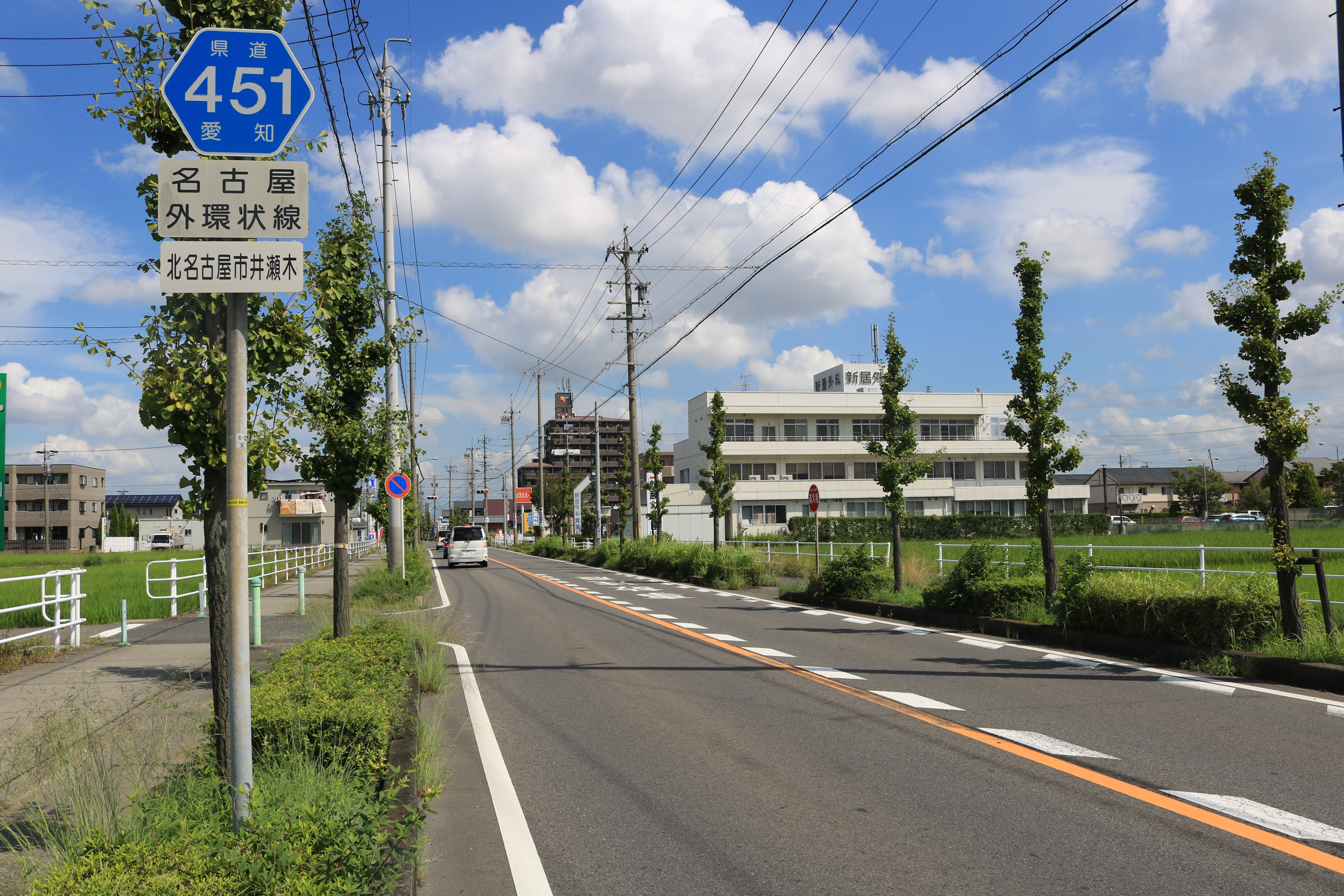
愛知県道451号名古屋外環状線、北名古屋市井瀬木にて

## 概要
環状線を名乗っているが、計画区間は名古屋市の北郊およびその近隣自治体に限られる。また、この道路は途中と終点側の2区間が未開通で、起点から終点までこの道だけを使って行くことはできない。

### 路線データ
- 起点：愛知県春日井市篠木町
- 終点：愛知県清須市西枇杷島町

## 沿革
- 1972年9月16日：認定
- 2011年3月：春日井市二又木交差点～総合体育館前交差点の区間で制限速度40km/hから50km/hに変更

## 通過する自治体

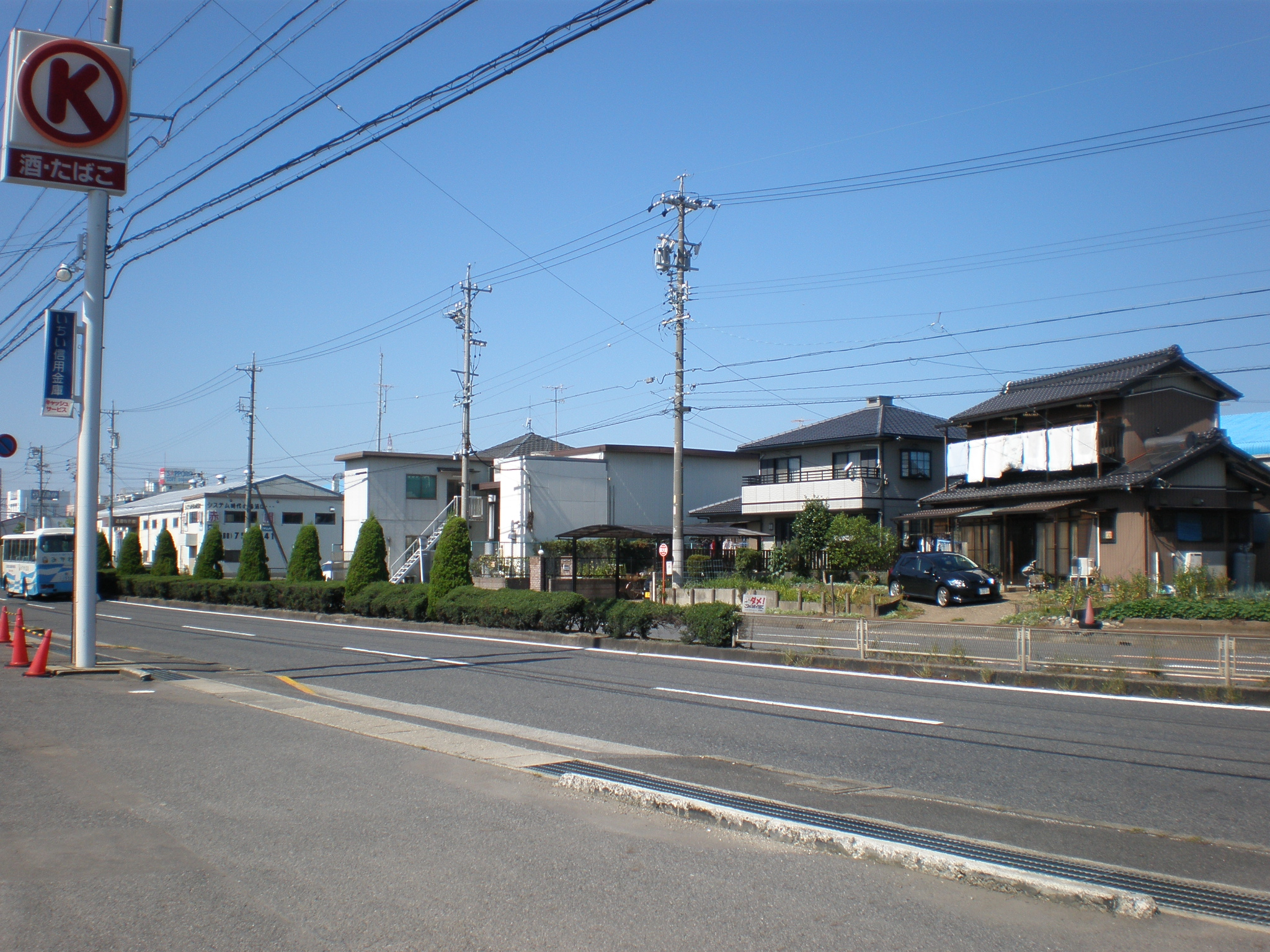
小牧市小木にて

- 愛知県
  - 春日井市
  - 小牧市
  - 北名古屋市
  - 名古屋市（西区）
  - 清須市（未開通）

## 接続する道路
- 愛知県道213号篠木尾張旭線（継承）・愛知県道508号内津勝川線（下街道）（篠木町8丁目交差点）
- 国道19号（春日井バイパス）（春日井インター西交差点）
- 愛知県道196号神屋味美線（東野小学校西交差点）
- 愛知県道25号春日井一宮線（総合体育館前交差点）

この間未開通：愛知県道25号春日井一宮線に迂回
- 愛知県道102号名古屋犬山線（木曽街道）（若草町交差点）
- 愛知県道25号春日井一宮線（若草町交差点・常普請3丁目西交差点間で重複）
- 国道41号（名濃バイパス）（花塚橋北交差点）
- 名古屋高速11号小牧線（小牧南入口）
- 愛知県道158号小口名古屋線（小木1丁目西交差点）
- 愛知県道25号春日井一宮線（小木西1丁目交差点）
- 愛知県道166号小牧岩倉一宮線（小木西2丁目交差点）
- 愛知県道161号名古屋豊山稲沢線（藤島交差点、熊之庄交差点）
- 愛知県道62号春日井稲沢線（井瀬木交差点）
- 愛知県道59号名古屋中環状線（名師橋交差点）
- 国道302号（名古屋環状2号線）（玉池町交差点）
- 愛知県道63号名古屋江南線（名草線）（上小田井交差点）

以降未開通：愛知県道162号松河戸西枇杷島線などに迂回

## 別名
- 大環状線（名古屋市西区）
- 北名古屋環状線（北名古屋市）

## 沿線周辺
- 東名高速道路 春日井IC
- 落合公園
- 春日井市総合体育館
- 小牧市南スポーツセンター
- 小牧トラックターミナル
- 名古屋芸術大学
- mozoワンダーシティ
- 庄内緑地